# خزر بن حفص بن صولات المغراوي
خزر بن حفص هو خزر بن حفص بن صَوْلات بن وزمار المغراوي من أعلام القرن الأول للهجرة وهو أمير مغراوة في زمانه. حكم وهران ضمن سلطة أمويي الأندلس.
يعتبر خزر بن حفص أول من اختط مدينة وهران وذلك بإحاطتها بسور ووضع نواة القصبة وتشييد عدة أبنية أخرى. عند وفاته استخلف خزر على وهران إبنه محمد بن خزر.
يقول العلامة أبي راس الناصري: